# Kashmiria
Kashmiria é um género botânico pertencente à família Plantaginaceae. Tradicionalmente este gênero era classificado na família das Scrophulariaceae.

## Sinonímia

### Espécie
Kashmiria himalaica

## Nome e referências
Kashmiria  (Hook.f.) D.Y.Hong